# Andromeda (Manelli)
Pour les articles homonymes, voir Andromeda.
Andromeda est un opéra du compositeur italien Francesco Manelli dont la première représentation a eu lieu en février 1637, à l'occasion de l'ouverture de la première salle de spectacle de Venise le San Cassiano. Le livret est signé Benedetto Ferrari. La partition a été perdue et il en reste seulement le livret qui comporte de nombreuses indications scéniques. Cet opéra est symbolique du « dramma per musica », une des phases de l'opéra italien, durant la période baroque.

## Contexte
Présenté pour la première fois au théâtre San Cassiano de Venise, à l'occasion du carnaval, Andromeda a été le premier opéra présenté en dehors des théâtres de cour et des théâtres privés : pour la première fois, en effet, une billetterie publique est organisée. Andromeda revêt donc une grande importance historique, car il marque la transition vers un autre type de mécénat (vers le milieu du XVIIe siècle, de nombreux théâtres publics sont ouverts, dont une douzaine sont actifs à Venise). Les sonnets dédiés aux auteurs et aux interprètes, publiés avec le livret, soulignent cette transition.

## Argument
Le sujet, tiré de la mythologie grecque, raconte l'épisode de la libération d'Andromède par Persée. Différentes divinités apparaissent successivement, racontant les événements : Aurore, Junon, Mercure, Neptune et Junon encore, ainsi que Jupiter, assis sur un trône. Enfin, la libération, a lieu dans la dernière scène du troisième acte.
À la fin de chaque acte, le spectacle est enrichi de danses et de pièces instrumentales et se termine par la célébration de la rencontre des deux protagonistes.